# Desayuno continental
Desayuno continental és el onzè àlbum d'estudi de Hombres G. El llançament es produí el 16 de novembre del 2010, format per 10 cançons i produït per Carlos Jean.
L'àlbum es presenta amb un primer single El Secreto De Vivir. Segons declaracions del grup, es tracta d'un àlbum més rocker, més calent i més reflexiu en les lletres.

## Llista de cançons
1. Soy Como Tú
2. Vete De Mi
3. El Secreto De Vivir
4. Separados
5. Desayuno Continental
6. No Puedo Soportar Perderte
7. Morir Entresemana
8. sistema solar
9. Aprendiendo A Volar
10. Déjame Quedarme